# Krieg der Klone
Krieg der Klone (Originaltitel: Old Man’s War ) ist ein Military-Science-Fiction-Roman von John Scalzi aus dem Jahre 2005. Der Name steht zugleich für die gesamte, bis zum Jahr 2015 erschienene Buchreihe, die bislang aus 6 Büchern besteht und eine durchgehende Handlung darstellt, wobei die englische Originalausgabe von Band 7 für den 16. September 2025 angekündigt ist.

## Handlung des ersten Buches
Die Geschichte wird aus der Ich-Perspektive eines der Protagonisten, John Perry, erzählt. Sie handelt in einer unbestimmten Zukunft. Seit 200 Jahren entfernt existieren intergalaktische menschliche Streitkräfte in der Kolonialen Verteidigungsarmee KVA (im Englischen Colonial Defense Forces, CDF).
Die politische und technische Entwicklung auf der Erde ist wenig fortgeschritten. Die moderne Technologie ist in den Händen der Kolonialen Union, eines Zusammenschlusses des menschlichen Imperiums auf einer Reihe von Kolonialplaneten. Sie betreibt wegen des Machtkampfes mit zahlreichen Alienspezies um bewohnbare Planeten die genannten Streitkräfte. 
Diese wiederum rekrutieren sich aus mindestens 75 Jahre alten Erdbewohnern der industrialisierten Länder (der Protagonist kommt aus dem US-Bundesstaat Iowa). 10 Jahre zuvor können sie sich bewerben und eine Genprobe abgeben. Personen aus den bisherigen Entwicklungsländern können sich nur als Kolonisten bewerben.
Der Erzähler, der Werbefachmann war, ist 75 Jahre alt und im Ruhestand, als er der KVA beitritt. Sein Bewusstsein wird mit Hilfe seiner 10 Jahre zuvor entnommen eigenen DNS in einen geklonten und verbesserten Körper transferiert. Die Körper sind stärker, schneller, haben bessere Reflexe, Katzenaugen, grüne Haut und sind mit einigen technischen Verbesserungen ausgestattet. Eine der Verbesserungen ist der BrainPal, ein neurales Interface, das ihm gestattet, mit anderen KVA-Angehörigen zu interagieren, große Datenmengen aus der zentralen KVA-Datenbank abzurufen und noch einiges mehr.
Perry erzählt seinen Aufstieg vom Rekruten bis zum Captain. Das Universum weist viele verschiedene Spezies auf, die mit dem Menschen teils in Konkurrenz, teils in Harmonie leben, wobei letzteres selten vorkommt. Die Menschheit konkurriert mit den anderen Intelligenzwesen um gut kolonisierbare Planeten und deren seltene Ressourcen. Perry muss eine Vielzahl verschiedener Lebensformen bekämpfen.
Er absolviert nun die Grundausbildung auf Beta Pyxidis III. Danach schifft er mit dem Raumschiff Modesto aus. Er trifft zuerst auf die Spezies der Consu, die er trotz ihrer fortgeschrittenen Technologie geschickt besiegt. Weitere Schlachten folgen, bevor er als erfahrener Kämpfer an der Schlacht um Coral gegen die Rraey mitwirkt, die allerdings in einem Desaster endet, bevor sie richtig beginnt. Die Rraey können nämlich den Ankunftspunkt der ankommenden Truppen- und Schlachtschiffe vorhersagen und diese zerstören. 
Perry und wenige andere können sich auf die Planetenoberfläche retten, wo sie sofort beschossen werden. Perry wird extrem schwer verletzt, gilt schon als tot, wird dann aber von den Geisterbrigaden, einer Spezialeinheit, nach einigen Tagen gerettet. Die Leiterin der Einheit, die ihn gerettet hat, Jane Sagan, sieht aus wie Perrys tote Ehefrau. Perry spürt Sagan nach seiner Genesung auf. Sie ist tatsächlich aus der DNS seiner vor dem 75. Geburtstag gestorbenen Frau gezüchtet worden, hat aber keine Erinnerungen. Trotzdem bewirkt sie, dass Perry einen weiteren Angriff auf Coral mitmacht.
Die Schlacht ist hart, Jane wird schwer verletzt und muss schnellstens behandelt werden. John gelingt es, sie vom Schlachtfeld zu retten. Außerdem findet John den Schlüssel zu der Technologie, die es den Rraey ermöglicht, ankommende Schiffe zu orten. Für seine Leistungen wird er als Held gefeiert, zum Captain befördert und hoch ausgezeichnet.

## Fortsetzungen
- 2006: Geisterbrigaden (The Ghost Brigades. Dezember 2007, Heyne, ISBN 978-3-453-52268-8)
- 2007: Die letzte Kolonie (The Last Colony. Juni 2008, Heyne, ISBN 978-3-453-52442-2)
- 2008: Zwischen den Sternen (Zoe’s Tale. Mai 2009, Heyne, ISBN 978-3-453-52561-0)
- 2013: Die letzte Einheit (The Human Division. Dezember 2013, Heyne, ISBN 978-3-453-31516-7)
- 2015: Galaktische Mission (The End of All Things. August 2016, Heyne, ISBN 978-3-453-31757-4)
- September 2025: The Shattering Peace.

Eine Kurzgeschichte zwischen den Romanen Geisterbrigaden und Die letzte Kolonie erschien auf Englisch im Jahr 2008 mit dem Titel After the Coup auf der Website des Tor Books Verlages.

## Auszeichnungen
Der Roman war 2006 für den Hugo als bester Roman vorgeschlagen.

## Ausgaben
- Krieg der Klone, Mai 2007, Heyne Verlag, ISBN 978-3-453-52267-1 (Old Man’s War, Tor Books 2005, ISBN 0-7653-0940-8)
- Krieg der Klone – Die Trilogie (enthält Krieg der Klone, Geisterbrigaden und Die letzte Kolonie), August 2016, Heyne Verlag, ISBN 978-3-453-31776-5

## Adaptionen
- Eine geplante Verfilmung als TV-Serie für den US-Kabelsender Syfy kam nicht zustande. Eine Adaption für Netflix wurde 2017 angekündigt.[3]
- Im Mai 2010 wurde es in einer Folge der Science-Fiction-Serie Stargate Universe erwähnt – als Produktplatzierung und/oder als Hommage.[4]

### Hörbücher
- Krieg der Klone – Krieg der Klone 1 2018 Ronin Hörverlag 2007 Heyne, Sprecher Matthias Lühn ISBN 978-3-943864-37-3.[5]